# Cordillère du Condor
Pour les articles homonymes, voir Condor.
La cordillère du Condor (en espagnol, Cordillera del Cóndor) est une chaîne de montagnes de l'Est de la cordillère des Andes qui est partagée et fait partie de la frontière internationale entre l'Équateur et le Pérou.
La chaîne de montagne est également reconnue zone importante pour la conservation des oiseaux,.

## Géographie
La chaîne montagneuse s'étend sur environ 150 × 20 km du nord au sud et son altitude maximale atteint environ 2 900 m. Le río Santiago et la rivière Cenepa coulent le long de ses pentes orientales du côté péruvien[réf. nécessaire].
La cordillère du Condor est une zone de grand intérêt pour la biologie, peut-être même avec la flore la plus riche dans tous les domaines de la même taille sur le continent sud-américain. Elle est considérée par Conservation International comme une des plus importantes zones de biodiversité sur la planète. La cordillère a une des plus fortes concentrations d'espèces de plantes vasculaires encore inconnues de la science. La région fait partie de l'écorégion des forêts de montagne de la cordillère royale orientale.

## Histoire
La région frontalière était contestée pendant plus de 160 ans, ce qui a abouti à des conflits armés entre les deux pays en 1941, 1981 et 1995. Après le conflit frontalier de 1995, les deux pays ont commencé des négociations diplomatiques pour aboutir en 1998 au traité de paix de 1998 qui a établi l'emplacement exact de la frontière internationale et la création d'un parc naturel avec l'aide des scientifiques étudiant la région,,[source insuffisante].

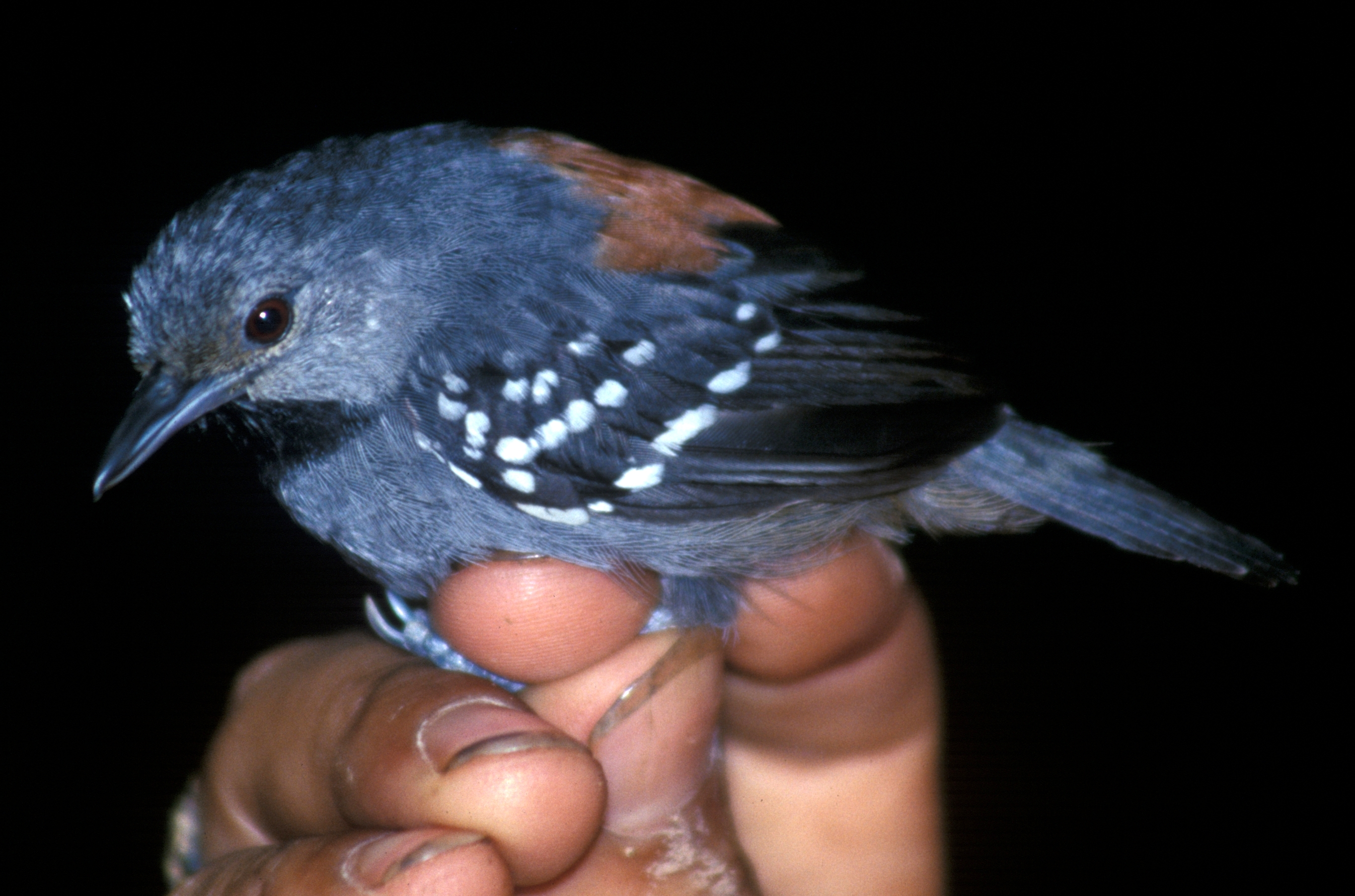
Myrmidon orné (Epinecrophylla ornata) provenant de la cordillère, laquelle a une riche population d'oiseaux.

### Expéditions botaniques
En 1993, Alwyn Howard Gentry et ses collègues ont été en mesure de recueillir des broméliacées des prairies pour la première fois pendant un voyage organisé par Conservation International et avec l'aide des hélicoptères fournis par l'Armée équatorienne.
Robin Foster et Hamilton Beltrán ont mené des inventaires botaniques en 1995 du côté péruvien de la frontière pendant un second voyage parrainé par Conservation International. De nombreuses collections d'orchidées de la région ont été constituées par Alexander Hirtz et Carlyle Luer. À la suite du conflit armé de janvier 1995, l'exploration biologique de la région est devenue impossible. José Eduardo Manzanares et Cave ont peut-être été les premiers botanistes à visiter la région après la signature du Traité de paix de 1998, avec une courte visite en mai 1998 pour recueillir des bromeliacées.
Avec le soutien de la National Geographic Society, du Jardin botanique du Missouri et de l'Herbier national de l'Équateur, une série d'expéditions a été lancée en décembre 2000 pour réaliser des inventaires de la flore des pentes du côté équatorien de la cordillère, visitant des lieux où aucun biologiste n'avait mis les pieds avant, comme sur la colline d'Ijiach Naint dans le bassin de la rivière Coangos. Ces sorties sur le terrain, réalisées en collaboration avec la fédération Shuar, ont abouti à la découverte d'un certain nombre de plantes nouvelles pour la science qui n'avaient pas été vues dans les précédents voyages à d'autres endroits de la cordillère du Condor.